# Samsung Galaxy S6 Active
Samsung Galaxy S6 Active là một điện thoại thông minh chạy hệ điều hành Android do Samsung Electronics sản xuất cho nhà mạng AT&T. Là một biến thể của Samsung Galaxy S6, S6 Active có thông số kĩ thuật tương tự, và còn trang bị thêm tính năng chống nước, chống sốc và chống bụi theo tiêu chuẩn IP68, cùng với thiết kế chắc chắn hơn; nó được phát hành vào ngày 12 tháng 6 năm 2015.